# أباقا خان
أباقا خان أو أباغا خان أو أباقا (بالمنغولية Абага)‏ ثاني ملوك إلخانات فارس المنغول. وهو ابن هولاكو ويسنجين خاتون,، دخل فارس مع ابيه هولاكو سنة 1256, انتخبته اسرته إلخانا منغوليا في الفترة 1265–1282, وأيد انتخابه قوبلاي خان.وخلفه في الحكم أخوه أحمد تكودار. كان معظم حكمه منشغلا بالحروب الأهلية التي عصفت بإمبراطورية المغول، مثل التي جرت بين الإلخانات وخانات القبيلة الذهبية. ولأباقا عدة محاولات عسكرية غير ناجحة لغزو الشام بما فيها معركة حمص الثانية.

## حياته

### نشأته
ولد أباقا في جمادى الأول 631 هـ / فبراير 1234 م، وهو ابن مؤسس مملكة الإلخانات فارس هولاكو خان. وأمه سونجين خاتون قدمت مع هولاكو من منغوليا، أما زوجة أبيه هي أميرة من قبيلة الكرايت واسمها طقز خاتون وهي مسيحية نسطورية متدينة، وينظر إليها كزعيم الروحي للمغول الذين كانوا بشكل عام متسامحين مع الأديان الأخرى.

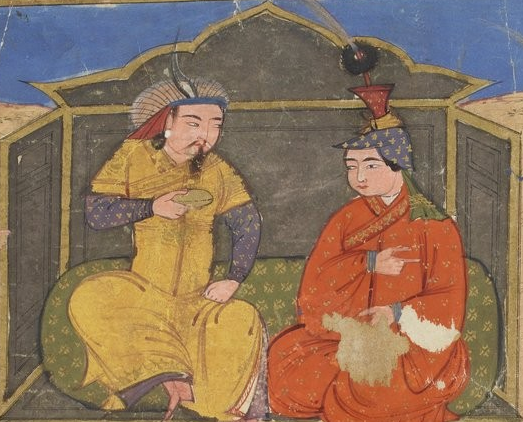
أباقا خان ودرجي خاتون

### ديانته
وكان أباقا نفسه تحول إلى المسيحية بسبب تأثير زوجة ابيه. فالابن الأكبر لهولاكو قد جعله حاكما على تركستان. فكان أبوه قد طلب في أواخر عمره من امبراطور بيزنطة ميخائيل الثامن باليولوج أن يزوجه ابنته. فأجابه الإمبراطور إلى طلبه، وبعث إليه من القسطنطينية بإبنة غير شرعية له اسمها مارية، فخرجت سنة 1265 وبرفقتها البطريرك إيثيموس [الإنجليزية] فلما وصلت إلى قيسارية من الأناضول مات هولاكو، فلم ترجع إلى أبيها بل تابعت المسير إلى تبريز فتزوجها أباقا، واشتهر أنه تعمد قبل الزواج وتنصر. وقد توفيت طقز خاتون بعد هولاكو بأشهر، فسميت زوجته باسم ديسبينا خاتون.

## حكمه
قرر أباقا نقل عاصمة ملكه من مراغة إلى تبريز، والتي ظلت محتفظة بمكانتها طوال حكم أسرة هولاكو باستثناء الفترة ما بين 1304-1316 والتي حكم فيها أولجايتو والذي اتخذ حاضرته في سلطانية(إيران). وقد استغرق أباقا أربعة أشهر بعد وفاة والده لكي يستلم الحكم، ثم امضى عدة أشهر وهو يوزع المناصب بين الأمراء والحكام المنغول.
تم العثور على بعض النقود من عهد أباقا وقد نقش عليها الصليب المسيحي وكتب بالعربية «باسم الأب والابن وروح القدس، هناك فقط إله واحد».
أنشأ علاقات مع مسيحيي أوروبا أعداء المماليك في الشام ومصر ومع ذلك لم يوفق الطرفان الي تنظيم عمل مشترك ضد مصر ورجحت كفة المماليك
- 1266م : غزوا مملكة أرمينيا الصغرىوهزموا جيشا مغوليا
- 1270: نجحت جيوش أباقا في صد جيوش خانية جغتاي وخربت بخارى قاعدة الجيش المعتدى
- 1281م : هزم المماليك أخا أباقا منجوتيمور بين حماة وحمص

اتسم حكم أباقا الداخلي بالهدوء، خفض الضرائب من أجل فقراء الريف

## وفاته
مات بمرض هذيان السكارى عام 1282م